# هيونداي أيرو سيتي
هيونداي أيرو سيتي (هانغل: 에어로 시티 시티) هي الحافلة الثقيلة ذات الطابقين التي بنيت من قبل شركة هيوندايهيونداي للسيارات وتستخدم في المقام الأول كحافلة المدينة وحافة بين المدن. ويمكن تمييزها عن طريق شارة «أيرو سيتي» الأمامية، ولكن شارة هيونداي المشتركة عادة ما تكون في الخلف. المنافسين الرئيسيين للنموذج هو سلسلة الحافلات دايو بي أس/ بي أم، وتنافسها كذاك سلسلة الحافلات كيا أي أم التي توقفت الآن (أصل آسيا أي أم).

## النماذج
بنيت أيرو سيتي على هيكل حافلة ميتسوبيشي فوسو حتى عام 1994، عندما أنشأت هيونداي هيكل الحافلة الخاصة بها. وقد تم إنتاج أيرو سيتي تحت أسماء مختلفة كثيرة. وتشمل النماذج الحالية ما يلي:
- نيو سوبر أيرو سيتي : تصنع منذ أواخر عام 2007. كما تتوفر في نموذج أل.
- نيو سوبر أيرو سيتي: قاعدة عجلات طويلة مع مدخل للمعاقين، تصنع منذ عام 2008.
- يونسيتي: البديل الجديد من سوبر أيرو سيتي . تصنع منذ أواخر عام 2011.
- بلويسيتي: سي أن جي-الهجينة الكهربائية البديلة الجديد من سوبر أيرو سيتي. تصنع منذ أواخر عام 2011.
- غرينسيتي: نسخة أقصر من نيو سوبر أيرو سيتي.

وتشمل النماذج السابقة:
- أيرو سيتي 520/540: بنيت على هيكل ميتسوبيشي فوسو أيرو ستار من 1991 إلى 1994.
- إيرو سيتي 520/540 / 540L / 540SL (الطراز الجديد): مبني على هيكل هيونداي الخاص، تم تصنيعه من عام 1994 إلى عام 2001. كما تتوفر في طرازات أل وأس أل (طرازات أل وأل سي ذات الطابق السفلي الصغير).
- سوبر أيرو سيتي: المصنعة من 2000 إلى 2004. تتوفر في نماذج أل وأس أل.
- سوبر أيرو سيتي منخفضة الطابق: قاعدة العجلات الطويلة مع مدخل للمعاقين، صنعت في 2004
- نيو سوبر أيرو سيتي : المصنعة من 2005 إلى 2007. تتوفر في نموذج أل.
- نيو سوبر أيرو سيتي منخفضة الطابق: قاعدة العجلات الطويلة مع مدخل للمعاقين، المصنعة من 2005-2008.
- غلوبال 900: نسخة أقصر من سوبر أيرو سيتي وسوبر نيو أيرو سيتي.

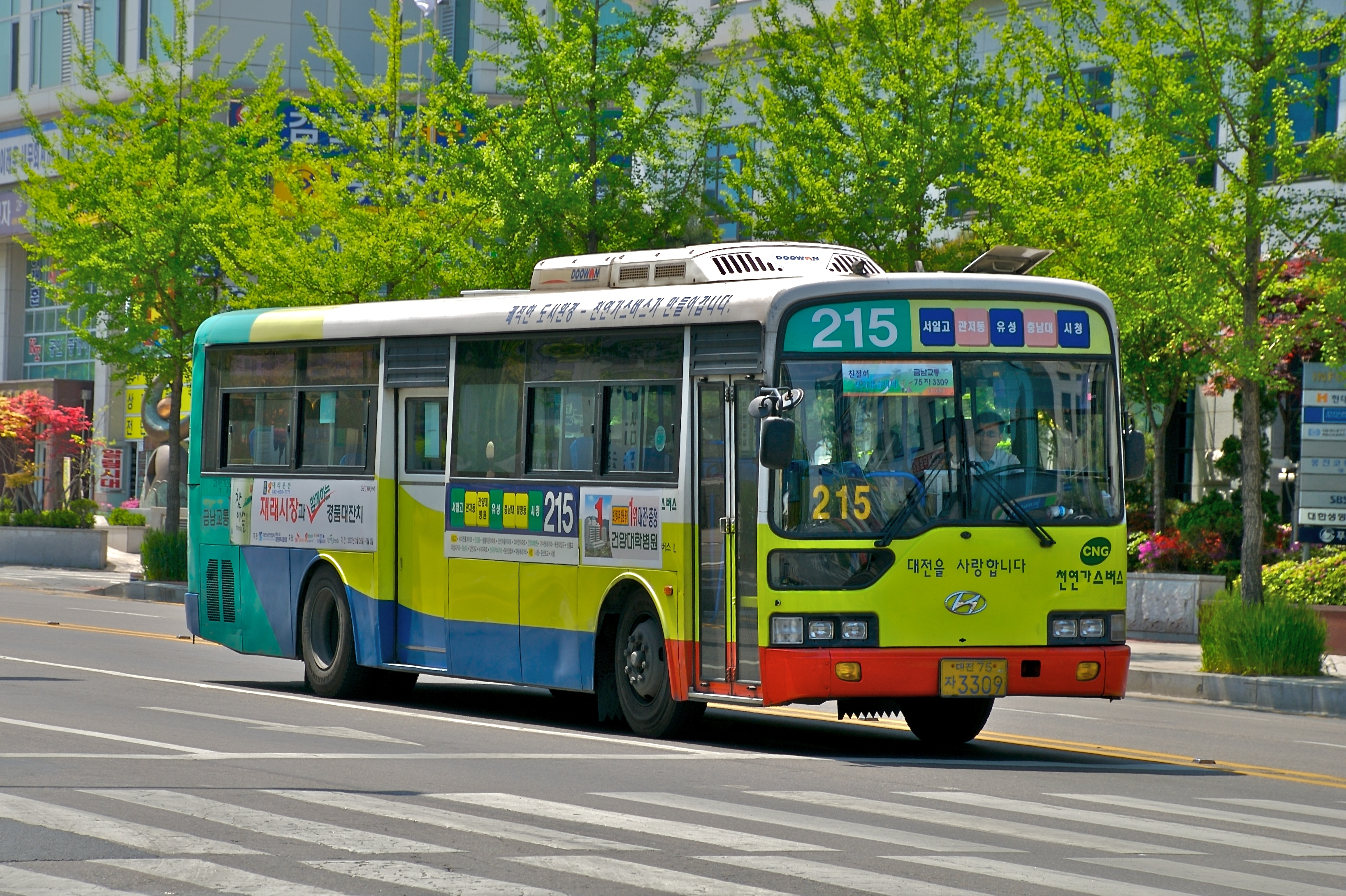
سوبر أيرو سيتي في دايجون. (التصميم الأمامي 2000-2002)
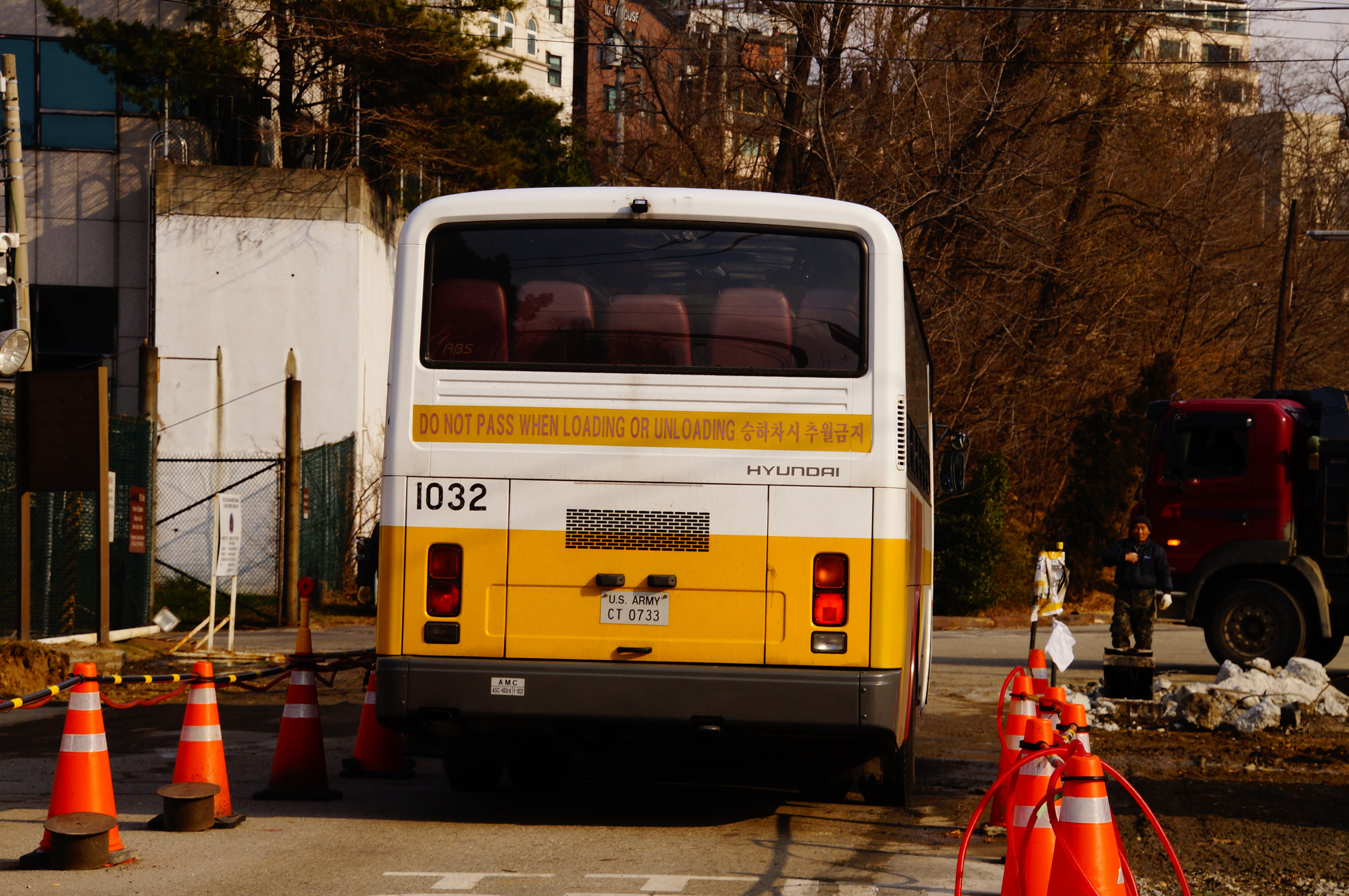
سوبر أيرو سيتي في حامية يونجسان. (2000 الخلفية—نهاية التصميم)
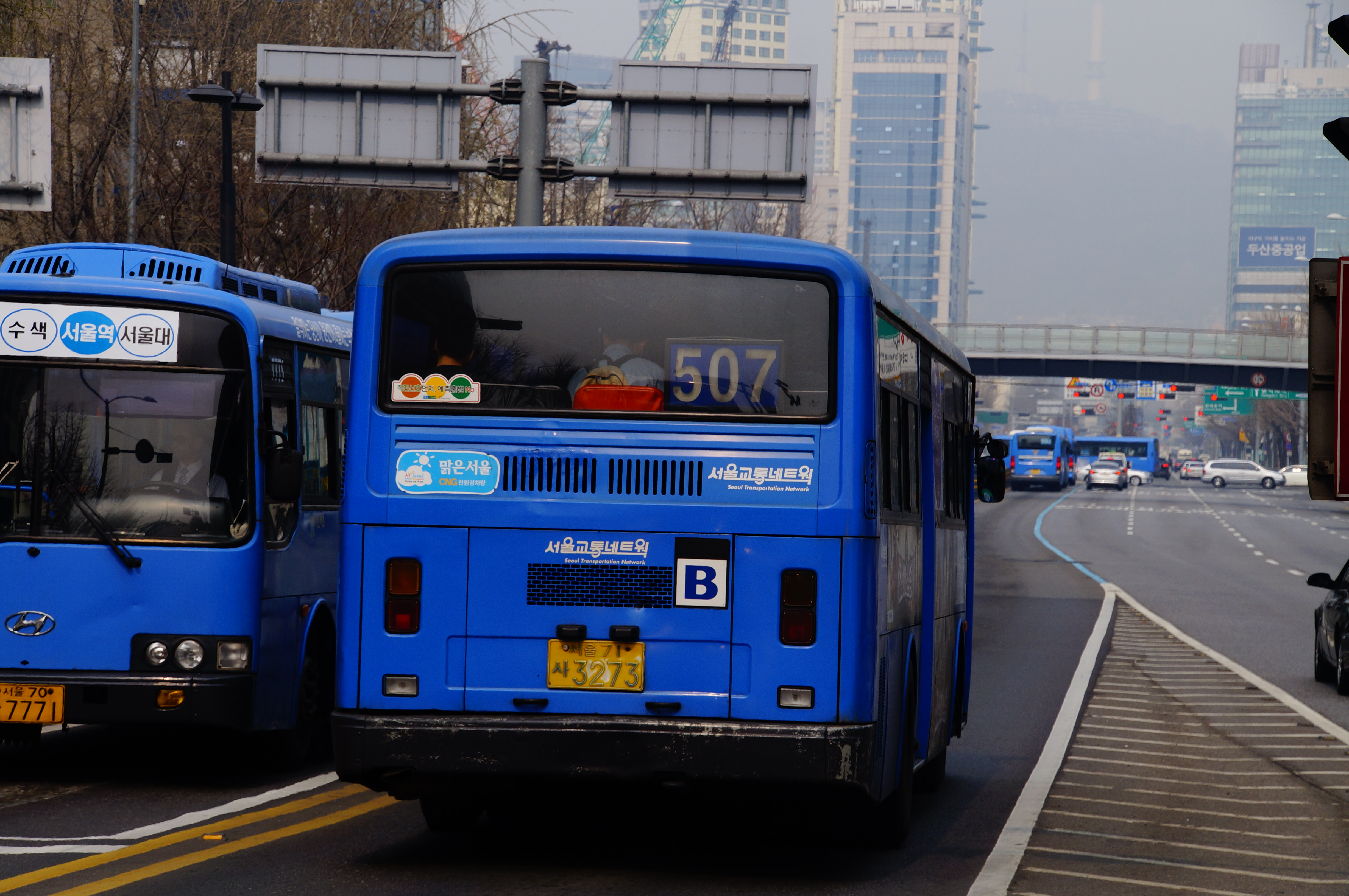
سوبر أيرو سيتي تعمل حافلات سيول (سيول شبكة النقل) الطريق 507. (2001-2004 سوبر أيرو سيتي التصميم الخلفي)
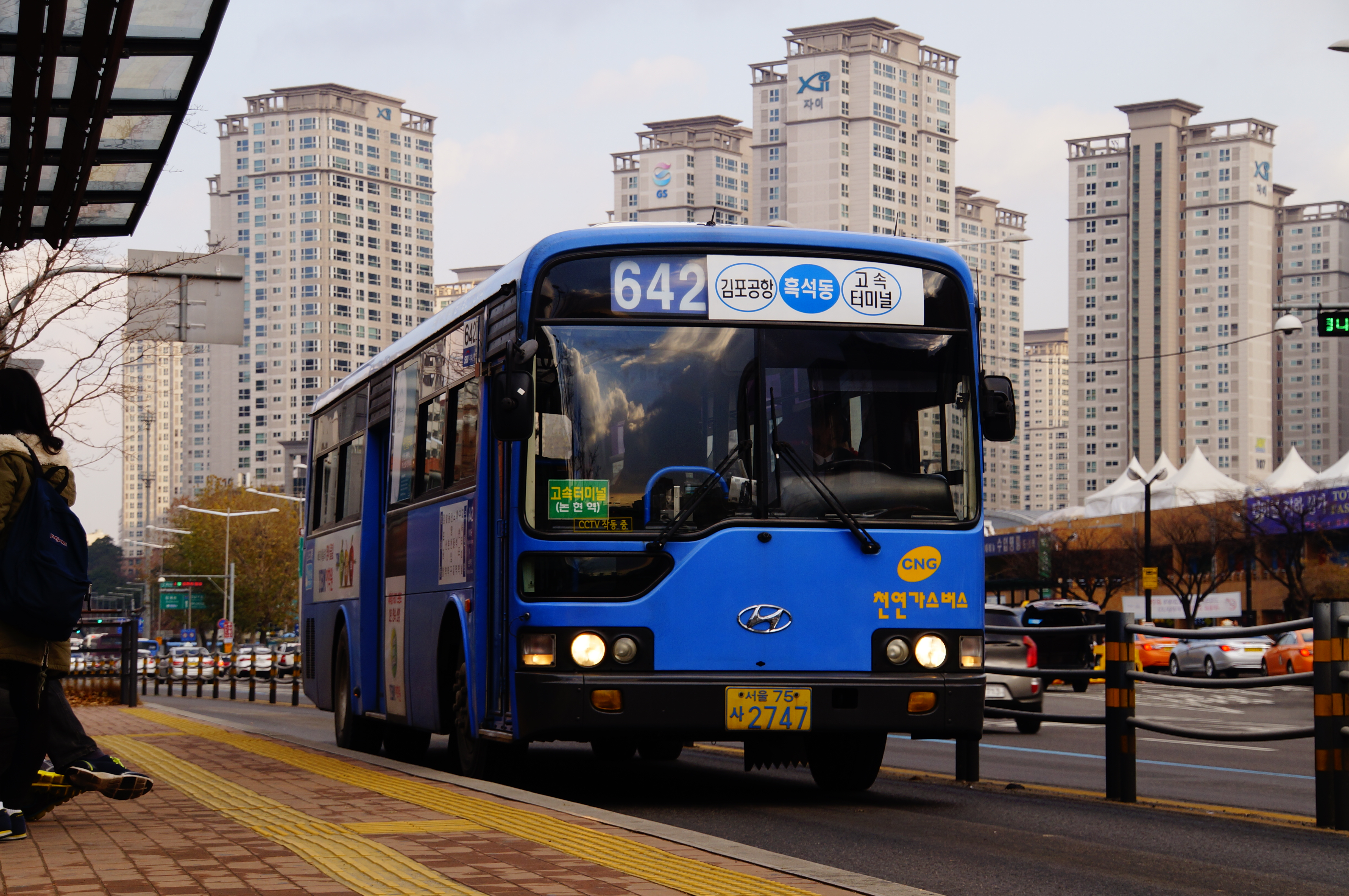
نيو سوبر أيرو سيتي حافلات سيول (حركة المرور غيمبو ) الطريق 642.
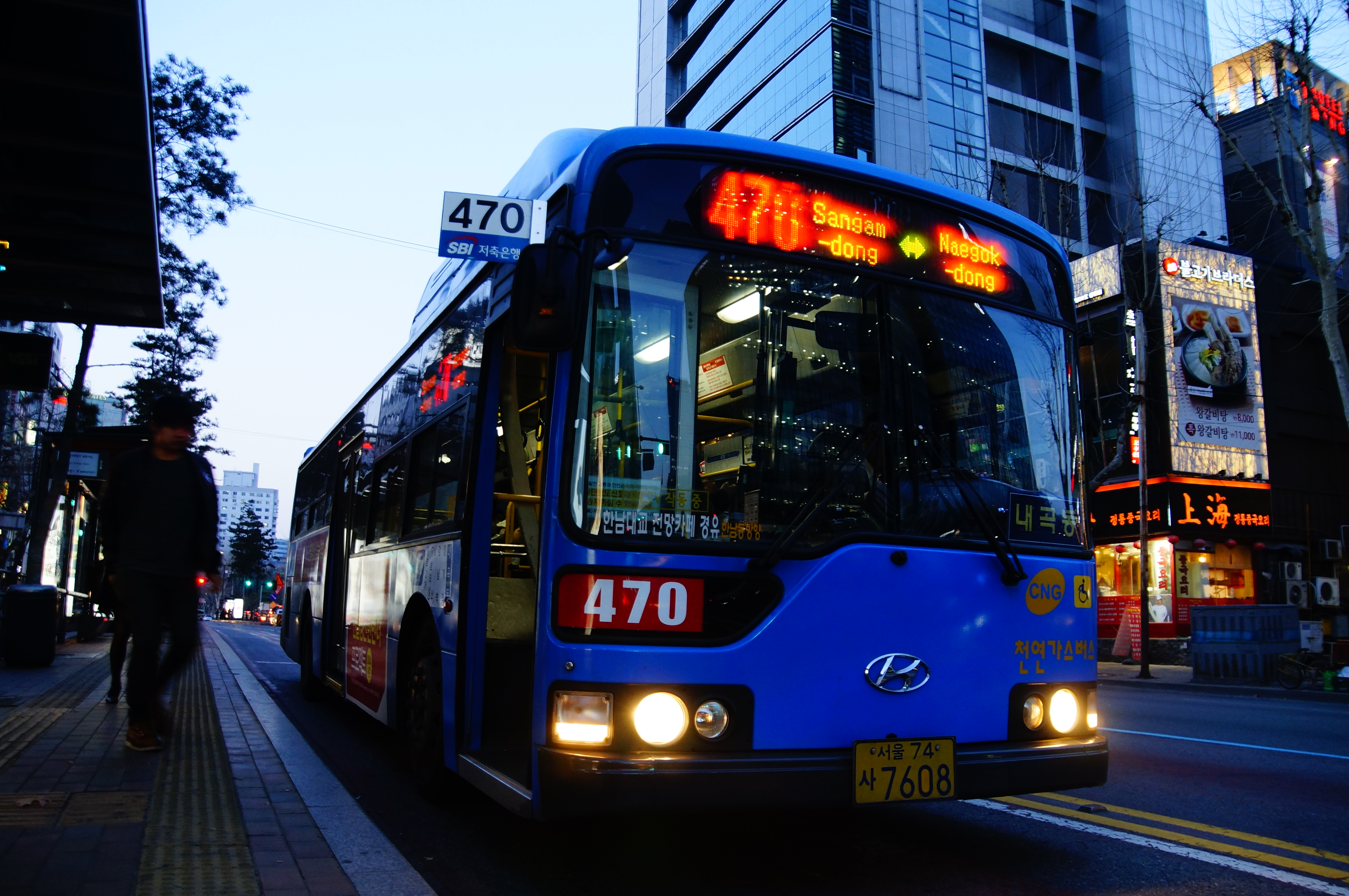
نيو سوبر أيرو سيتي حافلة منخفضة الطابق حافلات سيول (شركة داموا موتورز) الطريق 470.
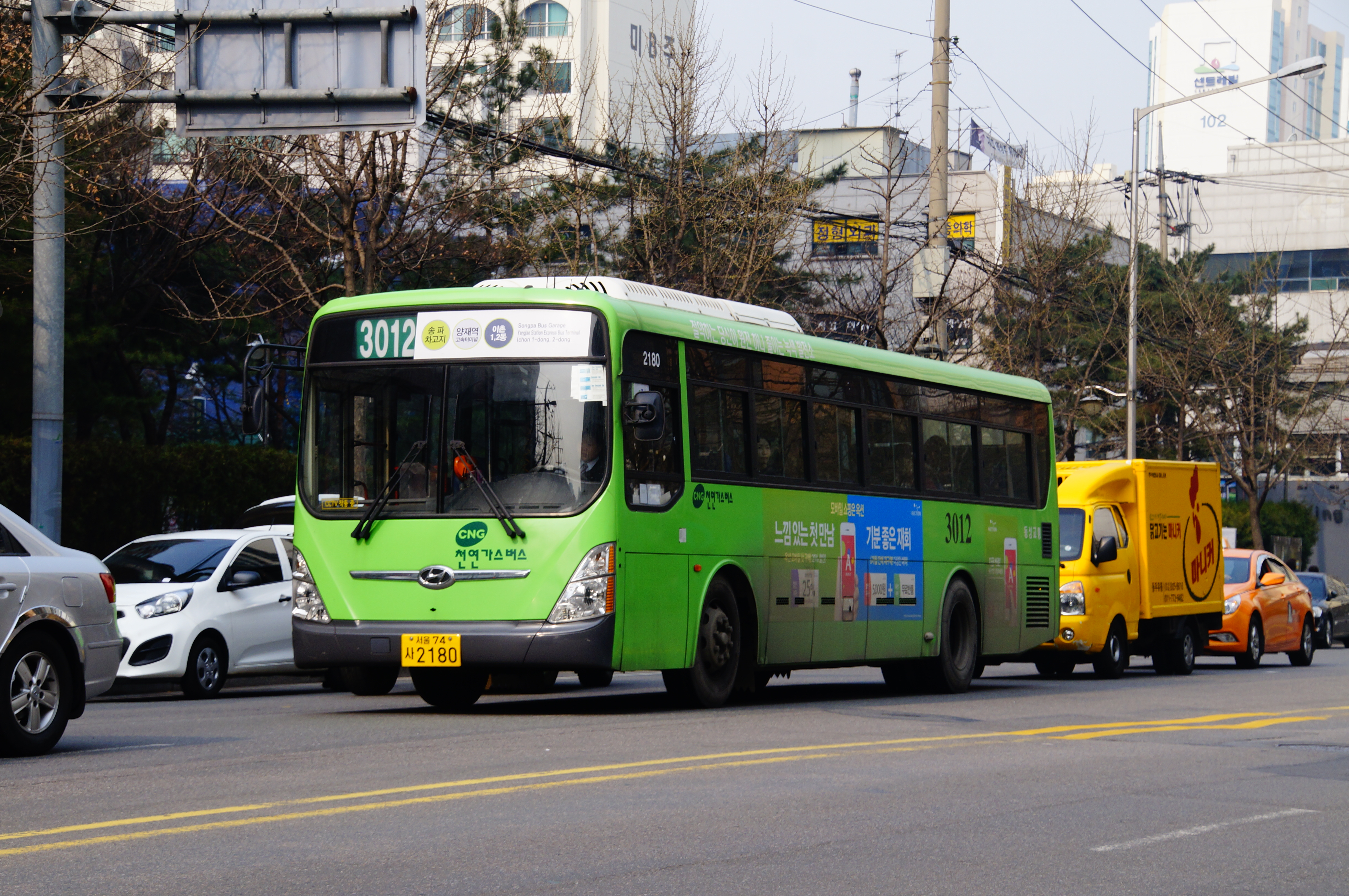
نيو سوبر أيرو سيتي (إعادة تصميم) حافلات سيول (خدمة المرور دونغزونغ) الطريق 3012.
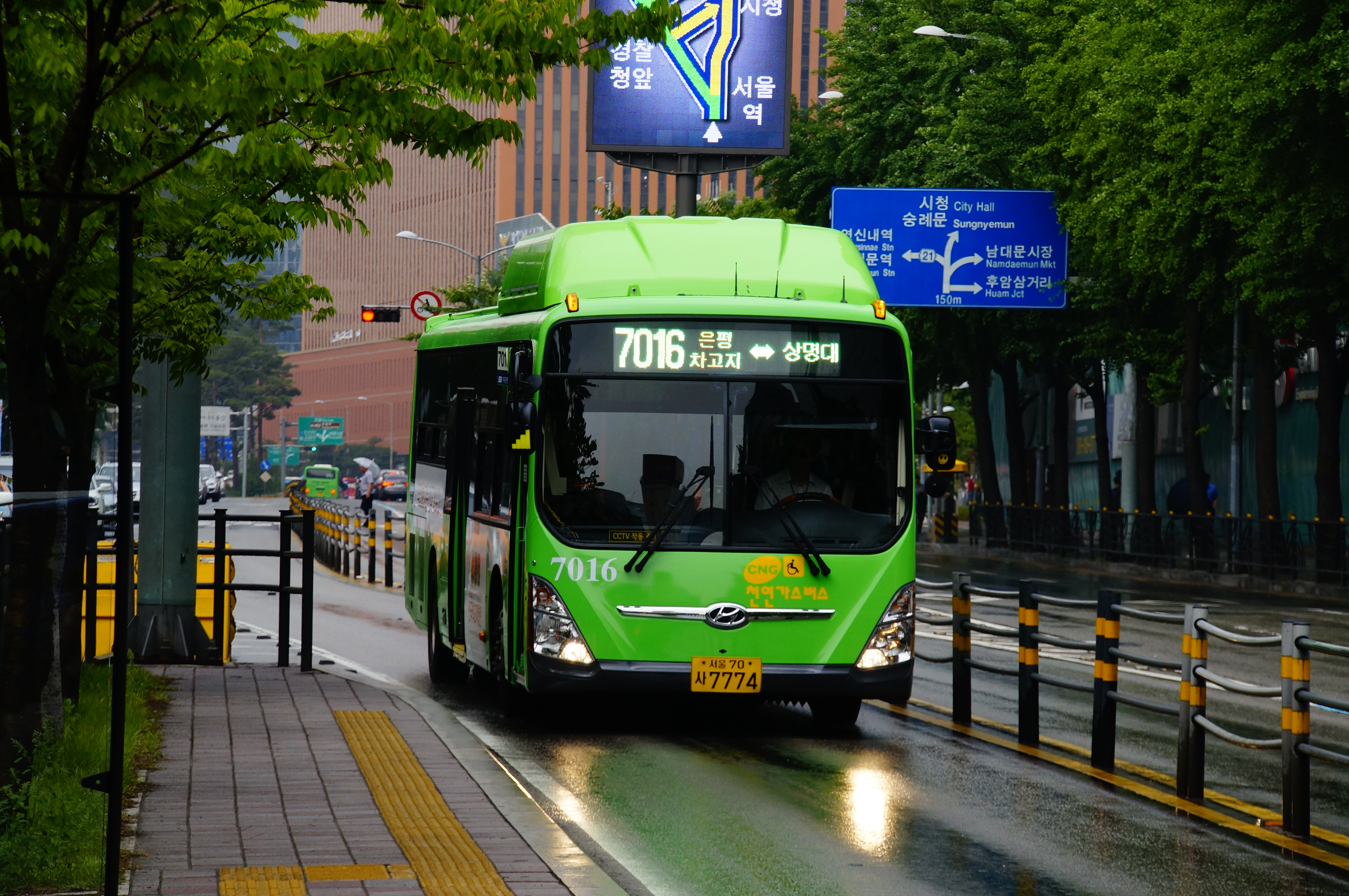
نيو سوبر أيرو سيتي (إعادة تصميم) حافلة منخفضة الطابق حافلات سيول (خدمة المرور يوسونغ) الطريق 7016.
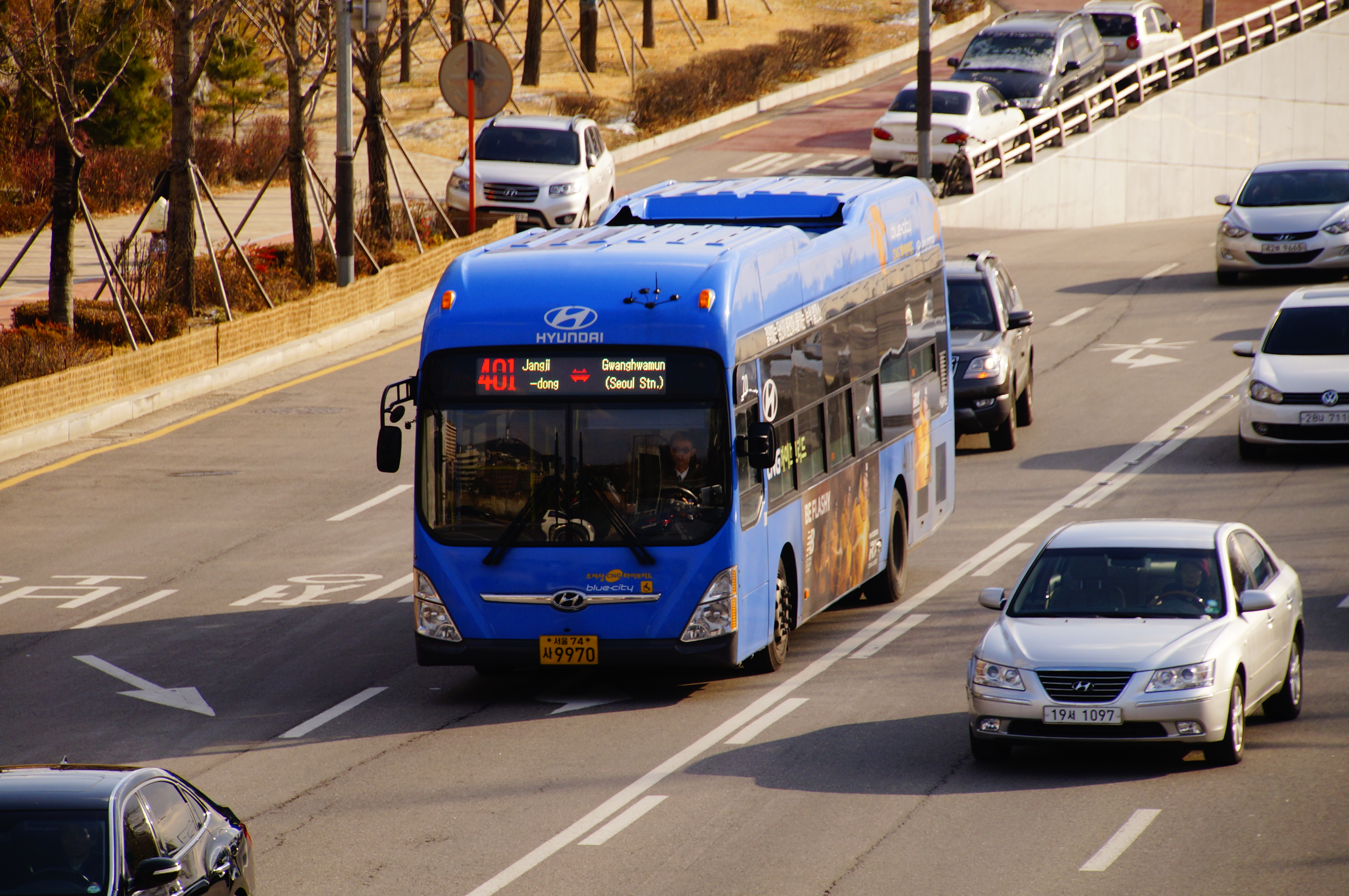
بلويسيتي حافلة منخفضة الطابق حافلات سيول (شركة حافلات سيول) الطريق 401.
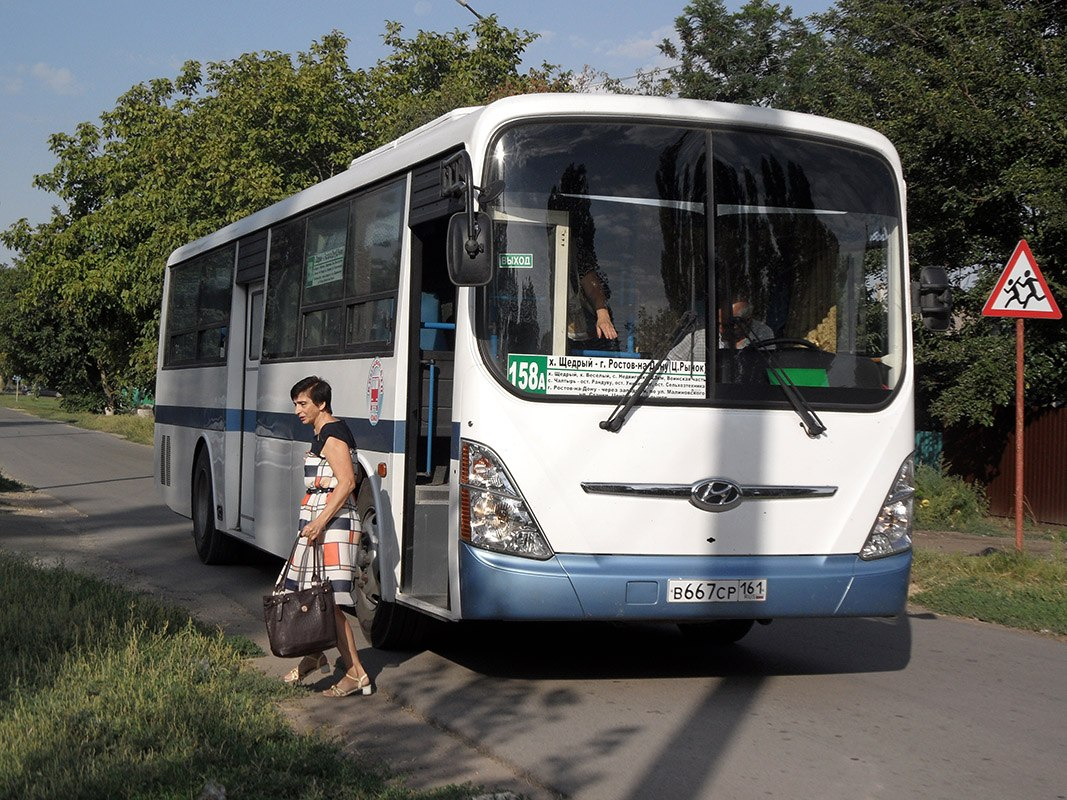
تحديث نيو سوبر أيرو سيتي في روسيا (منطقة روستوف)